# Mistrovství Evropy juniorů v ledním hokeji 1986
Mistrovství Evropy juniorů v ledním hokeji 1986 byl 19. ročník této soutěže. Turnaj hostila od 2. do 9. dubna západoněmecká města Düsseldorf, Krefeld a Ratingen. Hráli na něm hokejisté narození v roce 1968 a mladší.

## Výsledky

### Základní skupiny
| Poř. | Tým      | FIN  | SWE  | NOR  | ROM  | Z | V | R | P | Skóre | B |
| 1.   | Finsko   | —    | 6:0  | 13:4 | 18:1 | 3 | 3 | 0 | 0 | 37:5  | 6 |
| 2.   | Švédsko  | 0:6  | —    | 3:3  | 23:1 | 3 | 1 | 1 | 1 | 28:10 | 3 |
| 3.   | Norsko   | 4:13 | 3:3  | —    | 8:5  | 3 | 1 | 1 | 1 | 15:21 | 3 |
| 4.   | Rumunsko | 1:18 | 1:23 | 5:8  | —    | 3 | 0 | 0 | 3 | 7:49  | 0 |

| Poř. | Tým           | TCH | URS  | GER  | SUI | Z | V | R | P | Skóre | B |
| 1.   | ČSSR          | —   | 3:3  | 9:0  | 9:3 | 3 | 2 | 1 | 0 | 21:6  | 5 |
| 2.   | Sovětský svaz | 3:3 | —    | 10:1 | 5:2 | 3 | 2 | 1 | 0 | 18:6  | 5 |
| 3.   | SRN           | 0:9 | 1:10 | —    | 9:2 | 3 | 1 | 0 | 2 | 10:21 | 2 |
| 4.   | Švýcarsko     | 3:9 | 2:5  | 2:9  | —   | 3 | 0 | 0 | 3 | 7:23  | 0 |

### Skupiny o konečné umístění
Vzájemné výsledky ze základních skupin se započetly celkům i do skupin o konečné umístění.
| Poř. | Tým           | FIN   | SWE   | TCH   | URS   | Z | V | R | P | Skóre | B |
| 1.   | Finsko        | —     | (6:0) | 4:4   | 10:5  | 3 | 2 | 1 | 0 | 20:9  | 5 |
| 2.   | Švédsko       | (0:6) | —     | 4:3   | 4:4   | 3 | 1 | 1 | 1 | 8:13  | 3 |
| 3.   | ČSSR          | 4:4   | 3:4   | —     | (3:3) | 3 | 0 | 2 | 1 | 10:11 | 2 |
| 4.   | Sovětský svaz | 5:10  | 4:4   | (3:3) | —     | 3 | 0 | 2 | 1 | 12:17 | 2 |

| Poř. | Tým       | GER   | SUI   | NOR   | ROM   | Z | V | R | P | Skóre | B |
| 5.   | SRN       | —     | (9:2) | 3:2   | 6:3   | 3 | 3 | 0 | 0 | 18:7  | 6 |
| 6.   | Švýcarsko | (2:9) | —     | 4:2   | 7:2   | 3 | 2 | 0 | 1 | 13:13 | 4 |
| 7.   | Norsko    | 2:3   | 2:4   | —     | (8:5) | 3 | 1 | 0 | 2 | 12:12 | 0 |
| 8.   | Rumunsko  | 3:6   | 2:7   | (5:8) | —     | 3 | 0 | 0 | 3 | 10:21 | 0 |

 Rumunsko sestoupilo z elitní skupiny.

## Turnajová ocenění
|                            | Brankář     | Obránce     | Obránce          | Útočníci          | Útočníci          | Útočníci          |
| -------------------------- | ----------- | ----------- | ---------------- | ----------------- | ----------------- | ----------------- |
| Ceny direktoriátu IIHF     | Radek Tóth  | Kari Harila | Kari Harila      | Morgan Samuelsson | Morgan Samuelsson | Morgan Samuelsson |
| All-Star Tým (podle médií) | Mika Rautio | Pär Djoos   | František Kučera | Tero Toivola      | Janne Ojanen      | Jukka-Pekka Seppo |

### Produktivita
|               | G | A  | B  |
| ------------- | - | -- | -- |
| Tero Toivola  | 6 | 11 | 17 |
| Janne Ojanen  | 5 | 7  | 12 |
| Arto Kulmala  | 8 | 1  | 9  |
| Knut Walbye   | 5 | 4  | 9  |
| Peter Larsson | 2 | 7  | 9  |

## Mistři Evropy - Finsko
Brankáři: Mika Rautio, Ari Hilli

Obránci: Teppo Numminen, Petri Pulkkinen, Kari Harila, Jukka Marttila, Markku Jokinen, Robert Salo

Útočníci: Janne Virtanen, Arto Kulmala, Jukka Seilo, Janne Ojanen, Vesa Savolainen, Pekka Tirkkonen, Sami Leinonen, Juha Jokiharju, Esa Palosaari, Jarno Suokko, Tero Toivola, Jukka-Pekka Seppo.

## Československá reprezentace
Brankáři : Radek Tóth, Rudolf Pejchar

Obránci: Pavel Táborský, František Kučera, Zdeněk Trávníček, Antonín Routa, Petr Pavlas, Karel Šmíd, Pavel Valko

Útočníci: Petr Tejral, Miroslav Stavjaňa, Juraj Jurík, Lubomír Kolník, Roman Němčický, Ivan Matulík, Vladimír Michálek, Pavel Geffert, Jaroslav Suk, Petr Hrbek, František Ševčík ml..

## Nižší skupiny

### B skupina
Šampionát B skupiny se odehrál v Aostě v Itálii, postup na mistrovství Evropy juniorů 1987 si vybojovali Poláci. Naopak sestoupili
Nizozemci.
1.  Polsko

2.  Dánsko

3.  Francie

4.  Bulharsko

5.  Itálie

6.  Jugoslávie

7.  Rakousko

8.  Nizozemí

### C skupina
Šampionát C skupiny se odehrál v Barceloně ve Španělsku, vyhráli jej Španělé.
1.  Velká Británie

2.  Maďarsko

3.  Španělsko